# Lostin

Lostin

Lostin (Lastke, Loske, Losthin, Lostke, Leliwa odmienny) – kaszubski herb szlachecki, według Przemysława Pragerta odmiana herbu Leliwa.

## Opis herbu
Opis z wykorzystaniem zasad blazonowania, zaproponowanych przez Alfreda Znamierowskiego:
W polu błękitnym półksiężyc srebrny z twarzą (okiem w lewo), nad którym gwiazda złota. Klejnot: nad hełmem bez korony gwiazda złota. Labry błękitne, podbite srebrem.

## Najwcześniejsze wzmianki
Herb wymieniany po raz pierwszy na mapie Pomorza Lubinusa z 1618. Kolejni autorzy, którzy go wymieniają to Bagmihl (Pommershes Wappenbuch), Ledebur (Adelslexikon der preussiche Monarchie von...), Żernicki (Die polnischen Stamwappen, Der polnische Adel) oraz Seweryn Uruski (Rodzina. Herbarz szlachty polskiej).

## Rodzina Lostin
Drobnoszlachecka rodzina o nazwisku niegniazdowym, wywodząca się z ziemi słupskiej. Wymieniani od końca XVI wieku. Wzmianki pochodzą z lat 1575, 1601 (Lossgen), 1618 (Loisteken) i dotyczą praw rodziny do części wsi Wargowo. Kolejne wzmianki pochodzą z lat 1680 (Georg Ewald von Lostin), 1743 (Ernst Friedrich von Losthin), 1744 (Franz Jakob von Lostin), 1805 (Wilhelm Gneomar i Michael Heinrich von Losthin). Ten ostatni, wsławiony wojskowy i patriota, zmarły w 1839, był ostatnim męskim potomkiem rodu. Ród wygasł w 1848 wraz ze śmiercią wdowy nazwiskiem Tietz z domu von Lostin. Rodzina służyła licznie w armii pruskiej. Nieokreślony major Losthin (być może Michael Heinrich albo Wilhelm Dneomar) został pobity w potyczce pod Szczawnem koło Wałbrzycha przez oddział polskich legionistów wracający w 1807 z Włoch do kraju. Oddział Losthina miał ponaddwukrotną przewagę liczebną. Z powodu podobieństwa herbów, możliwe jest pokrewieństwo Lostinów z Małszyckimi, Wargowskimi i Piotrochami.

## Herbowni
Lostin (Lastke, Loistek, Loske, Losken, Lossgen, Losthin, Lostke).